# GrimGrimoire
GrimGrimoire (グリムグリモア, Gurimu Gurimoa) est un Jeu de stratégie en temps réel en 2D développé par Vanillaware pour la PlayStation 2. NIS America s’est occupé de la localisation et de la publication pour l’Amérique et Koei pour l’Europe.

## Trame

### Synopsis
Lillet Blan est une jeune magicienne qui a été admise à la prestigieuse école de magie « The Tower of Silver Star » (lit. « La Tour de l’étoile d’argent »). Ses débuts à l’académie se passent normalement : elle fait la rencontre des enseignants des différentes disciplines du monde magique et de ses camarades étudiants. Le cinquième jour par contre, rien ne va plus. Le spectre de l’Archimage, à qui cette tour appartenait, et le démon avec qui il a passé un contrat, se réveillent et sèment la terreur et la mort dans l’ensemble de l’établissement. Alors que Lillet sent sa fin approcher, de mystérieuses cloches se font soudainement entendre et, pour une raison inexpliquée, Lillet se voit ramenée à la nuit de son arrivée, celle précédant son premier jour de cours. Tout est exactement comme avant et personne, à part Lillet, n’a de souvenir de ces sinistres évènements. C’est donc à elle que revient la lourde tâche de sauver son école des griffes des forces diaboliques. Dans un délai si court et face à un pouvoir si extraordinaire, notre jeune magicienne doit jouer d’astuces et de ruses qui tiendraient en respect même le plus puissant des démons… au risque de rester prisonnière des méandres du temps pour l’éternité !

### Personnages

#### Étudiants
- Lillet Blan : Lillet, le personnage principal, est une jeune fille brillante et travailleuse qui a été invitée à la tour « Silver Star » pour entreprendre des études en magie. Elle vient d’une famille pauvre et espère de tout son cœur devenir une grande magicienne afin de permettre à son jeune frère d’aller à l’école. Son nom est dérivé de la marque d’apéritif français Lillet.
- Margarita Surprise : Une jeune fille avec un crapaud du nom de Surely sur la tête qui devient rapidement l’amie de Lillet à son arrivée à l’académie. Elle a intégré l’académie depuis 6 mois, après avoir été secourue par le professeur Chartreuse dans un village où l’on brûlait les sorcières. Malgré son air insouciant, elle cache un lourd secret. Son nom provient du fameux cocktail Margarita.
- Bartido Ballentyne : Aîné de Lillet de quelques années, Bartido se spécialise en alchimie. Esprit rebelle et téméraire, il n’hésite pas à dire ce qu’il pense. Si sa présence à l’académie n’est pas seulement due à son intérêt pour l’alchimie, il reste pourtant noble de cœur en tout temps et irait même jusqu’à sacrifier sa vie si la raison lui en semblait justifiée. Il porte le nom de la marque de whisky Ballantine's.
- Hiram Menthe : Jeune homme à peu près du même âge que Bartido, il étudie avec la professeure Opalneria pour qui il éprouve des sentiments profonds. Alors que son copain a des allures de bête indomptable, Hiram se fait un devoir de respecter les règles et de toujours garder un air digne. Le nom d’Hiram est un mot-valise de la liqueur française crème de menthe et de la marque du même type Hiram Walker.
- Amoretta Virgine : Amoretta est un homoncule créé par le professeur en alchimie Chartreuse, à partir de l’esprit d’un ange. « Née » il y a à peine une centaine de jours avant les évènements se déroulant dans le jeu, elle cherche désespérément un sens à sa vie. Elle et Lillet deviendront des amies « très proches » (il y a un doute sur le genre de relation qu’elles entretiennent qui est traduit par des dialogues à double sens). Il est à noter qu’Amoretta ne vieillit pas, comme il est mentionné dans l’épilogue du jeu. La liqueur à la saveur d’amande Amaretto lui donne son prénom.

#### Professeurs
- Gammel Dore (Gammel Drask au Japon) : Ce légendaire magicien est aussi le directeur de la tour « Silver Star ». C’est aussi lui qui a défait le terrible Archimage Calvaros et scellé le démon Gilmet avec qui il avait passé un contrat. Son prénom dans la version américaine et son nom complet pour la version japonaise font référence à la marque d’alcool danoise Gammel Dansk.
- Advocat : Son vrai nom est Méphistophélès. Personne ne lui fait confiance parce qu’il est un démon, mais il joue son rôle de professeur de sorcellerie à merveille, même si ses intentions ne sont pas toujours claires. Il semble avoir passé un contrat avec Gammel Dore, mais refuse de le confirmer de façon explicite. C’est un personnage bien mystérieux qui en sait définitivement plus qu’il ne le laisse paraître, a priori. Advocat est nommé en l’honneur de la boisson hollandaise Advocaat.
- Chartreuse Grande : Décrit comme ayant été un homme d’une magnifique beauté, un sort l’a transformé en une sorte d’hybride entre un lion et un homme. C’est un être qui consacre sa vie entière à l’étude de l’alchimie et qui rejette sa chance d’être libéré de sa malédiction s’il embrasse le pouvoir de l’amour. Le nom Chartreuse provient de la marque de liqueur française du même nom.
- Opalneria Rain : Même si elle peut sembler froide parfois (probablement parce qu’elle enseigne la nécromancie), elle possède en fait une personnalité brûlant d’amour pour le professeur Chartreuse. Elle a été l’apprentie de Lujei Piche avant son assassinat. Son nom est dérivé de la liqueur Opal Nera, une sorte de sambuca (liqueur d’origine italienne aromatisée à l’anis).

#### Autres personnages
- Lujei Piche : Auparavant l’un des trois grands magiciens ayant créé la pierre philosophale, Lujei est maintenant réduite à l’état d’esprit vengeur après avoir été assassinée par son amant (qu’elle a tué à son tour par ailleurs).
- Calvaros : Il fut le célèbre Archimage avant d’être défait par Gammel Dore. Malgré tout, son esprit est resté intact, enfermé dans une boîte pour l’empêcher de retrouver ses pouvoirs démoniaques. Pour utiliser la pierre philosophale pour ses propres ambitions, il a conclu un pacte avec le démon Grimlet. Le Calvados est un brandy à la pomme ayant donné son nom à ce personnage.
- Grimlet : Il est le démon avec qui Calvaros a signé un contrat. Trop puissant pour être anéanti, il fut enfermé dans une broche par Gammel Dore (qu’il porte à présent toujours sur lui) durant son affrontement avec Calvaros. Son désir est de devenir maître du monde.
- Gaff : Gaff est un simple elfe qui s’occupe de travaux domestiques dans la tour.

## Système de jeu

### Généralités
L’aire d’engagement et une coupe verticale de l’école qui comprend essentiellement de longs couloirs et des escaliers en spirales. Lillet n’apparaît pas à l’écran ; un curseur permet de poser des actions, comme placer des cercles d’invocations nommés runes afin d’appeler à son aide des unités nommées « familiers » ou d’acquérir des pouvoirs supplémentaires pour ces dites unités. À l’instar des autres jeux du genre, il est essentiel de ramasser des ressources pour permettre de bâtir ses forces ; dans ce jeu, le mana provenant de cristaux éparpillés sur l’aire de combat joue ce rôle. Il y a aussi une limite plus ou moins grande pour le nombre d’unités qu’il est possible d’avoir à la fois à l’écran et un « brouillard de guerre » dans les zones qui ne sont occupées ni par le joueur ni par un de ses alliés.
Il y a deux modes disponibles dans ce jeu : le mode histoire et le bonus. Le mode histoire est segmenté en «jours» et chaque segment, hormis pour le prologue, l’épilogue et une scène intitulée « la nuit avant », précédant chaque cycle de cinq jours comprend deux « cut scenes » : une avant et une après chaque affrontement. Lillet ne possède pas tous ses pouvoirs au début ; chaque victoire, pour la majorité des batailles parsemant ce mode, débloque de nouvelles habiletés contenues dans des grimoires magiques (les grimoires permettent l’invocation des runes mentionnés ci-dessus). Le mode bonus est un ensemble de défis auxquels le joueur a accès au fur et à mesure qu’il complète le mode histoire.

### Forces disponibles
Le monde magique dans ce jeu est formé de quatre grandes familles : le pouvoir de la nature (glamour), le pouvoir de contrôler les morts (nécromancie), le pouvoir de diriger les forces infernales (sorcellerie) et le pouvoir de manipuler la matière (alchimie). Chacune famille possède ses forces et ses faiblesses et s’avère plus ou moins puissante vis-à-vis des autres familles. Il est à noter que, durant un même combat, le joueur a la possibilité de les utiliser toutes. Voici un bref résumé des caractéristiques de chacune d’entre elles :
- Glamour (traduit de l’anglais par charme, fascination ou bien prestige) : Les runes de ce type invoquent des créatures oniriques : les elfes, les fées, les licornes et les esprits de jeunes demoiselles possédant l’étoile du matin. Ce pouvoir purifie les fantômes de la nécromancie puisqu'ils ne suivent pas les lois de la nature, mais ne peuvent faire rien contre les vies créées par l'alchimie.

« The magic calls upon the faintest powers which exist everywhere, but the fierce powers of created lives cannot be stopped. » (« Cette magie fait appel aux pouvoirs les plus faibles qui existent partout, mais les pouvoirs féroces des vies créées ne peuvent pas être arrêtés. »)
- Nécromancie : Les runes de ce type invoquent des familiers en lien avec l’au-delà : les esprits, les fantômes guerriers, les nécromanciens et les charons (passeurs de la rivière de Hadès). La nécromancie peut résister aux tentations des créatures de la sorcellerie, mais ne peut pas rivaliser avec les créatures du pouvoir « Glamour » qui se soumettent aux lois de Dieu.

« The magic calls upon those who should not exist, and therefore fear the embodiment of nature's laws. » (« Cette magie fait appel à ceux qui ne devraient pas exister et craignent donc l’incarnation des lois de la nature. »)
- Sorcellerie : Les runes de ce type invoquent des êtres issus du péché : les lutins, les démons, les grimalkins (chats noirs magiciens) et les dragons. La sorcellerie peut faire balancer les cœurs fragiles des vies artificielles nées de l’alchimie, mais ne peut pas infliger la douleur à ceux sans chair de la classe de la nécromancie.

« The magic works with the enemies of god, but no method can fight against the pure wills which still look to god in the deepest darkness. » (« Cette magie fonctionne avec les ennemis de Dieu, mais aucune méthode ne peut se battre contre les volontés pures qui contemplent Dieu même dans l'obscurité la plus profonde. »)
- Alchimie : Les runes de ce type invoquent des formes de vies créées par la science : les « blobs », les homoncules, les golems et les chimères. Les créatures provenant de l’alchimie peuvent se frayer un chemin parmi les créatures de Dieu du pouvoir « Glamour », mais ne peuvent pas résister aux tentations des démons opposés à Dieu de la sorcellerie.

« The incomplete lives, born by the hands of men pretending to be god, are perfect prey to those who stand against God. » (« Les vies incomplètes, nées par des mains d'hommes feignant d'être Dieu, sont la proie parfaite pour ceux qui résistent à Dieu. »)